# 진하항
진하항(鎭下港)은 울산광역시 울주군 서생면 진하리에 있는 어항이다. 2004년 9월 23일 어촌정주어항으로 지정 관리하고 있다. 어항관리청은 울산광역시 울주군수이다.

## 연혁
- 진하항이 있는 진하리의 지명은 서생포 동첨절제사가 있는 진지의 아래에 있는 마을이라는 뜻으로 붙여진 이름이다. 회야강의 가장 하류지역으로 서쪽은 서생, 남쪽은 대송, 동쪽은 온산, 그리고 북쪽은 온양과 경계를 이루고 있다. 인근에 있는 진하해수욕장은 울산에서 가장 큰 해수욕장으로 여름에는 울산은 물론, 부산 등의 관광객이 많이 찾고 있다.

## 어항 구역
본 항의 어항구역은 다음과 같다.
- 수역 : 4,125m2[1]

## 어항 시설
선착장 190m, 방파제 163m

## 주요 어종
멸치, 넙치, 꽁치, 장어, 조개류 등

## 주변 볼거리
- 인근 물빛이 맑기로 유명한 진하해수욕장은 수질이 좋기로 정평나 있으며, 해변 바로 뒤에 각종 숙박업소들이 많고, 명선도의 해돋이와 윈드서핑도 즐길 수 있고, 한반도에서 1월 1일 아침해가 가장 먼저 떠오르는 곳인 간절곶은 최근 해돋이 명소로 각광받고 있다. 또한 이색적인 해안 분위기는 마치 자연을 인테리어 해 놓은 것처럼 뛰어난 아름다움을 간직하고 있는 관광지이다.

## 관련 축제
인근 진하해수욕장에서 해수욕 기간중에 세계여자비치발리볼, 썸머페스티발, 핀수영대회, 여름축제 등이 개최되고 있다.